# 손상 (의학)
손상(損傷, 영어: insult)은 의학 용어에서 어떤 종류의 신체적 또는 정신적 부상의 원인이다. 발작(發作), 상해(傷害)로 번역되기도 한다. 예를 들어, 피부 화상(부상)은 열, 화학적, 방사성 또는 전기적 사고(손상)으로 인해 일어날 수 있다. 마찬가지로 패혈증과 외상은 외부 손상의 예이고, 뇌염, 다발성 경화증 및 뇌종양은 뇌에 대한 손상의 예이다. 임상의는 뇌졸중의 동의어로 뇌혈관손상(cerebrovascular insult, CVI)이라는 용어를 사용할 수 있다.
손상은 유전적 요인과 환경적 요인으로 분류할 수 있다.

## 같이 보기
- 의학 용어